# Liga Desafío de la AFC 2025-26
La Liga Desafío de la AFC 2025-26 es la segunda edición de la tercera competición más importante de clubes en Asia. El torneo es organizado por la Confederación Asiática de Fútbol y contará con 20 equipos.
El ganador obtendrá un lugar directo para la fase de grupos de la Liga de Campeones 2 de la AFC 2026-27, si aún no se ha clasificado a través de su desempeño nacional.

## Cupos por asociación
| Participación en la Liga Desafío de la AFC 2025–26 | Participación en la Liga Desafío de la AFC 2025–26 |
| -------------------------------------------------- | -------------------------------------------------- |
|                                                    | Participa                                          |
|                                                    | No participa                                       |

| Zona Oeste | Zona Oeste | Zona Oeste                           | Zona Oeste | Zona Oeste | Zona Oeste |
| Ranking    | Ranking    | Asociación                           | Puntos     | Cupos      | Cupos      |
| Zona       | AFC        | Asociación                           | Puntos     | Principal  | Preliminar |
| ---------- | ---------- | ------------------------------------ | ---------- | ---------- | ---------- |
| -          | -          | Eliminados de la Liga de Campeones 2 | -          | 2          | -          |
| 11         | 19         | Turkmenistán                         | 20.217     | 1          | -          |
| 12         | 20         | Omán                                 | 20.048     | 1          | -          |
| 13         | 22         | Líbano                               | 18.711     | 2          | -          |
| 14         | 23         | Kuwait                               | 17.818     | 1          | 1          |
| 15         | 27         | Bangladés                            | 17.125     | -          | 2          |
| 16         | 28         | Siria                                | 15.972     | -          | 2          |
| 17         | 29         | Kirguistán                           | 15.500     | -          | 2          |
| 18         | 31         | Maldivas                             | 10.490     | -          | 1          |
| 19         | 33         | Palestina                            | 4.984      | 0          | 0          |
| 20         | 37         | Nepal                                | 0.917      | 0          | 0          |
| 21         | 38         | Sri Lanka                            | 0.555      | 0          | 0          |
| 22         | 39         | Bután                                | 0.505      | -          | 1          |
| 23         | 41         | Afganistán                           | 0.075      | -          | 1          |
| 24         | 42         | Pakistán                             | 0.000      | 0          | 0          |
| 24         | 42         | Yemen                                | 0.000      | 0          | 0          |
| Zona Este  |            |                                      |            |            |            |
| Ranking    | Ranking    | Asociación                           | Puntos     | Cupos      | Cupos      |
| Zona       | AFC        | Asociación                           | Puntos     | Principal  | Preliminar |
| -          | -          | Eliminados de la Liga de Campeones 2 | -          | 1          | -          |
| 11         | 25         | Indonesia                            | 14.816     | 1          | -          |
| 12         | 26         | Corea del Norte                      | 13.923     | 0          | 0          |
| 13         | 30         | Camboya                              | 10.375     | 1          | 1          |
| 14         | 32         | Myanmar                              | 7.581      | 1          | 1          |
| 15         | 34         | China Taipéi                         | 6.978      | -          | 2          |
| 16         | 35         | Mongolia                             | 5.300      | -          | 2          |
| 17         | 36         | Macao                                | 3.770      | 0          | 0          |
| 18         | 40         | Laos                                 | 1.198      | -          | 1          |
| 19         | 41         | Brunéi Darussalam                    | 0.100      | -          | 1          |
| 20         | 43         | Guam                                 | 0.000      | 0          | 0          |
| 20         | 43         | Islas Marianas del Norte             | 0.000      | 0          | 0          |
| 20         | 43         | Timor Oriental                       | 0.000      | 0          | 0          |

## Equipos participantes

### Zona Oeste
| Club                   | Método de clasificación                                                      | T. D. (U. A.)  |
| Fase de grupos         | Fase de grupos                                                               | Fase de grupos |
| ---------------------- | ---------------------------------------------------------------------------- | -------------- |
| Al-Seeb                | Eliminados de la fase preliminar de la Liga de Campeones 2 de la AFC 2025-26 | 2.ª (2024-25)  |
| Regar-TadAZ Tursunzoda | Eliminados de la fase preliminar de la Liga de Campeones 2 de la AFC 2025-26 | 1.ª            |
| Altyn Asyr             | Tercer lugar de la Liga Superior de Turkmenistán 2024                        | 1.ª            |
| Al-Shabab SC           | Campeón de la Copa del Sultán Qabus 2024-25                                  | 1.ª            |
| Al-Ansar               | Campeón de la Primera División de Líbano 2024-25                             | 1.ª            |
| Safa                   | Subcampeón de la Primera División de Líbano 2024-25                          | 1.ª            |
| Al-Kuwait              | Campeón de la Liga Premier de Kuwait 2024-25                                 | 1.ª            |
| Fase preliminar        |                                                                              |                |
| Al-Arabi               | Subcampeón de la Liga Premier de Kuwait 2024-25                              | 2.ª (2024-25)  |
| Abahani Dhaka          | Subcampeón de la Liga Premier de Bangladés 2024-25                           | 1.ª            |
| Bashundhara Kings      | Campeón de la Copa Federación de Bangladés 2024-25                           | 2.ª (2024-25)  |
| Al-Karamah             | Subcampeón de la Liga Premier de Siria 2024-25                               | 1.ª            |
| Al-Hottin              | Tercer clasificado de la Liga Premier de Siria 2024-25                       | 1.ª            |
| Abdish-Ata Kant        | Campeón de la Liga Premier de Kirguistán 2024                                | 2.ª (2024-25)  |
| Muras United           | Campeón de la Copa de Kirguistán 2024                                        | 1.ª            |
| Maziya                 | Campeón de la Liga Premier de Maldivas 2023                                  | 2.ª (2024-25)  |
| Paro FC                | Campeón de la Liga Nacional de Bután 2024                                    | 2.ª (2024-25)  |
| Abu Muslim FC          | Campeón de la Liga Premier de Afganistán 2024-25                             | 1.ª            |

### Zona Este
| Club             | Método de clasificación                                                      | T. D. (U. A.)  |
| Fase de grupos   | Fase de grupos                                                               | Fase de grupos |
| ---------------- | ---------------------------------------------------------------------------- | -------------- |
| Manila Digger    | Eliminados de la fase preliminar de la Liga de Campeones 2 de la AFC 2025-26 | 1.ª            |
| Dewa United      | Subcampeón de la Liga 1 de Indonesia 2024-25                                 | 1.ª            |
| PKR Svay Rieng   | Campeón de la Liga Premier de Camboya 2024-25                                | 2.ª (2024-25)  |
| Shan United      | Campeón de la Liga Nacional de Birmania 2024                                 | 2.ª (2024-25)  |
| Fase preliminar  |                                                                              |                |
| Phnom Penh Crown | Campeón de la Copa Hun Sen 2024-25                                           | 1.ª            |
| Yangon United    | Sucampeón de la Liga Nacional de Birmania 2024                               | 1.ª            |
| Tainan City      | Campeón de la Liga Premier de Fútbol de Taiwán 2024                          | 2.ª (2024-25)  |
| Taichung Futuro  | Subcampeón de la Liga Premier de Fútbol de Taiwán 2024                       | 1.ª            |
| SP Falcons       | Campeón de la Liga de Fútbol de Mongolia 2024-25                             | 2.ª (2024-25)  |
| Khangarid        | Subcampeón de la Liga de Fútbol de Mongolia 2024-25                          | 1.ª            |
| Ezra FC          | Campeón de la Liga Premier de Laos 2024-25                                   | 1.ª            |
| Kasuka FC        | Campeón de la Brunei Super League 2024-25                                    | 1.ª            |

## Calendario
El calendario de la competición es el siguiente:
| Fase              | Fecha            | Sorteo                | Ida                                    | Vuelta                                 |
| ----------------- | ---------------- | --------------------- | -------------------------------------- | -------------------------------------- |
| Etapa preliminar  | Etapa preliminar | Sin sorteo            | 12 de agosto de 2025                   | 12 de agosto de 2025                   |
| Fase de grupos    | Jornada 1        | 28 de agosto de 2025  | 25-26 de octubre de 2025               | 25-26 de octubre de 2025               |
| Fase de grupos    | Jornada 2        | 28 de agosto de 2025  | 28-29 de octubre de 2025               | 28-29 de octubre de 2025               |
| Fase de grupos    | Jornada 3        | 28 de agosto de 2025  | 31 de octubre - 1 de noviembre de 2025 | 31 de octubre - 1 de noviembre de 2025 |
| Fase eliminatoria | Cuartos de final | 19 de febrero de 2026 | 4-5 de marzo de 2026                   | 11-12 de marzo de 2026                 |
| Fase eliminatoria | Semifinales      | 19 de febrero de 2026 | 7-9 de abril de 2026                   | 15-16 de abril de 2026                 |
| Fase eliminatoria | Final            | 19 de febrero de 2026 | 9 de mayo de 2026                      | 9 de mayo de 2026                      |

## Etapa preliminar
La fase preliminar se determinó en función de la clasificación de cada equipo y su posición en la federación. El equipo de la federación mejor clasificado será el anfitrión del partido. Los nueve ganadores se unirán a los 11 equipos que se han clasificado directamente para la competición continental masculina de tercer nivel.
| Equipo 1      | Resultado | Equipo 2          |
| ------------- | --------- | ----------------- |
| Dhaka Abahani | 0–2       | Muras United      |
| Al-Karamah    | 0–1       | Bashundhara Kings |
| Abdysh-Ata    | 5–2       | Hutteen           |
| Maziya        | 0–4       | Al-Arabi          |
| Paro          | 1–0       | Abu Muslim        |

| 12 de agosto de 2025 | Dhaka Abahani | 0:2 (0:0) | Muras United          | Estadio Nacional Bangabandhu, Daca                         |                                                            |
| 17:00 (UTC+6)        |               | Reporte   | Dzhumashev 48', 90+2' | Asistencia: 3628 espectadores Árbitro(s): Torphong Somsing | Asistencia: 3628 espectadores Árbitro(s): Torphong Somsing |

| 12 de agosto de 2025 | Al-Karamah | 0:1 (0:1) | Bashundhara Kings | Estadio Suheim bin Hamad, Doha                               |                                                              |
| 20:30 (UTC+3)        |            | Reporte   | Sunday 6'         | Asistencia: 2667 espectadores Árbitro(s): Firdavs Norsafarov | Asistencia: 2667 espectadores Árbitro(s): Firdavs Norsafarov |

| 12 de agosto de 2025 | Abdysh-Ata                                       | 5:2 (3:0) | Hutteen                    | Estadio Dolen Omurzakov, Biskek                       |                                                       |
| 20:00 (UTC+6)        | Kozlov 20', 38', 80' · Atabaev 25' · Abbasov 87' | Reporte   | Younes 59' · Shoufan 90+4' | Asistencia: 3856 espectadores Árbitro(s): Ngo Duy Lan | Asistencia: 3856 espectadores Árbitro(s): Ngo Duy Lan |

| 12 de agosto de 2025 | Maziya | 0:4 (0:2) | Al-Arabi                                        | Estadio Nacional de Fútbol de Maldivas, Malé                 |                                                              |
| 15:00 (UTC+5)        |        | Reporte   | Iwuala 3' · Ngoy 41' · John 55' · Ashkanani 87' | Asistencia: 500 espectadores Árbitro(s): Ahmed Faisal Al-Ali | Asistencia: 500 espectadores Árbitro(s): Ahmed Faisal Al-Ali |

| 12 de agosto de 2025 | Paro         | 1:0 (0:0) | Abu Muslim | Estadio Changlimithang, Timbu                               |                                                             |
| 18:00 (UTC+6)        | Asante 90+4' | Reporte   |            | Asistencia: 3200 espectadores Árbitro(s): Clifford Daypuyat | Asistencia: 3200 espectadores Árbitro(s): Clifford Daypuyat |

| Equipo 1      | Resultado    | Equipo 2         |
| ------------- | ------------ | ---------------- |
| Tainan City   | 4–1          | Khangarid        |
| SP Falcons    | 3–1          | Taichung Futuro  |
| Yangon United | 1–1 (3–5 p.) | Ezra             |
| Kasuka        | 0–6          | Phnom Penh Crown |

| 12 de agosto de 2025 | Tainan City                                           | 4:1 (1:0) | Khangarid | Estadio Municipal de Taipéi, Taipéi                        |                                                            |
| 19:30 (UTC+8)        | Aranda 22' · Sakkouh 58' · Benchy 81' · Bilguun 90+4' | Reporte   | Asano 71' | Asistencia: 1079 espectadores Árbitro(s): Zayniddin Alimov | Asistencia: 1079 espectadores Árbitro(s): Zayniddin Alimov |

| 12 de agosto de 2025 | SP Falcons                        | 3:1 (1:0) | Taichung Futuro | Centro de Fútbol de la FFM, Ulán Bator                    |                                                           |
| 16:00 (UTC+8)        | Ayvazov 6', 88' · Ankhbayar 90+3' | Reporte   | Saito 60'       | Asistencia: 846 espectadores Árbitro(s): Abdullo Davlatov | Asistencia: 846 espectadores Árbitro(s): Abdullo Davlatov |

| 12 de agosto de 2025 | Yangon United                   | 1:1 (0:0, 0:0) (t. s.)(3:5 p.) | Ezra                                                            | Estadio Thuwunna, Rangún                              |                                                       |
| 16:00 (UTC+6:30)     | Sithu 97'                       | Reporte                        | Siphongphan 109'                                                | Asistencia: 512 espectadores Árbitro(s): Wong Wai Lun | Asistencia: 512 espectadores Árbitro(s): Wong Wai Lun |
|                      |                                 | Tiros desde el punto penal     |                                                                 |                                                       |                                                       |
|                      | Ghislain · Arkar · Htan · Sithu |                                | Phommathep · Siphongphan · Phanthavong · Shimomura · Phommavong |                                                       |                                                       |

| 12 de agosto de 2025 | Kasuka | 0:6 (0:1) | Phnom Penh Crown                                            | Estadio Nacional Sultán Hassanal Bolkiah, Bandar Seri Begawan |                                                        |
| 20:15 (UTC+8)        |        | Reporte   | Phearath 27', 64' · Dyer 67', 90+4' · Ty Sa 72' · Feher 80' | Asistencia: 1263 espectadores Árbitro(s): Virendha Rai        | Asistencia: 1263 espectadores Árbitro(s): Virendha Rai |